# Pleiku
Pleiku is een stad in Vietnam en is de hoofdplaats van de provincie Gia Lai. Pleiku telt ongeveer 187.000 inwoners (2003). De bevolking bestaat voor een groot deel uit Bahnar en Jarai.
Pleiku ligt in de Centrale Hooglanden van Vietnam. In de streek worden koffie, thee en rijst geteeld en wordt aan bosbouw gedaan.
De Amerikanen legden vliegvelden aan rond Pleiku tijdens de laatste jaren van de Vietnamoorlog.

## Verkeer en vervoer
Pleiku heeft een luchthaven en wegverbindingen naar Kon Tum in het noorden en naar Stoeng Treng in Cambodja in het westen.

## Foto's

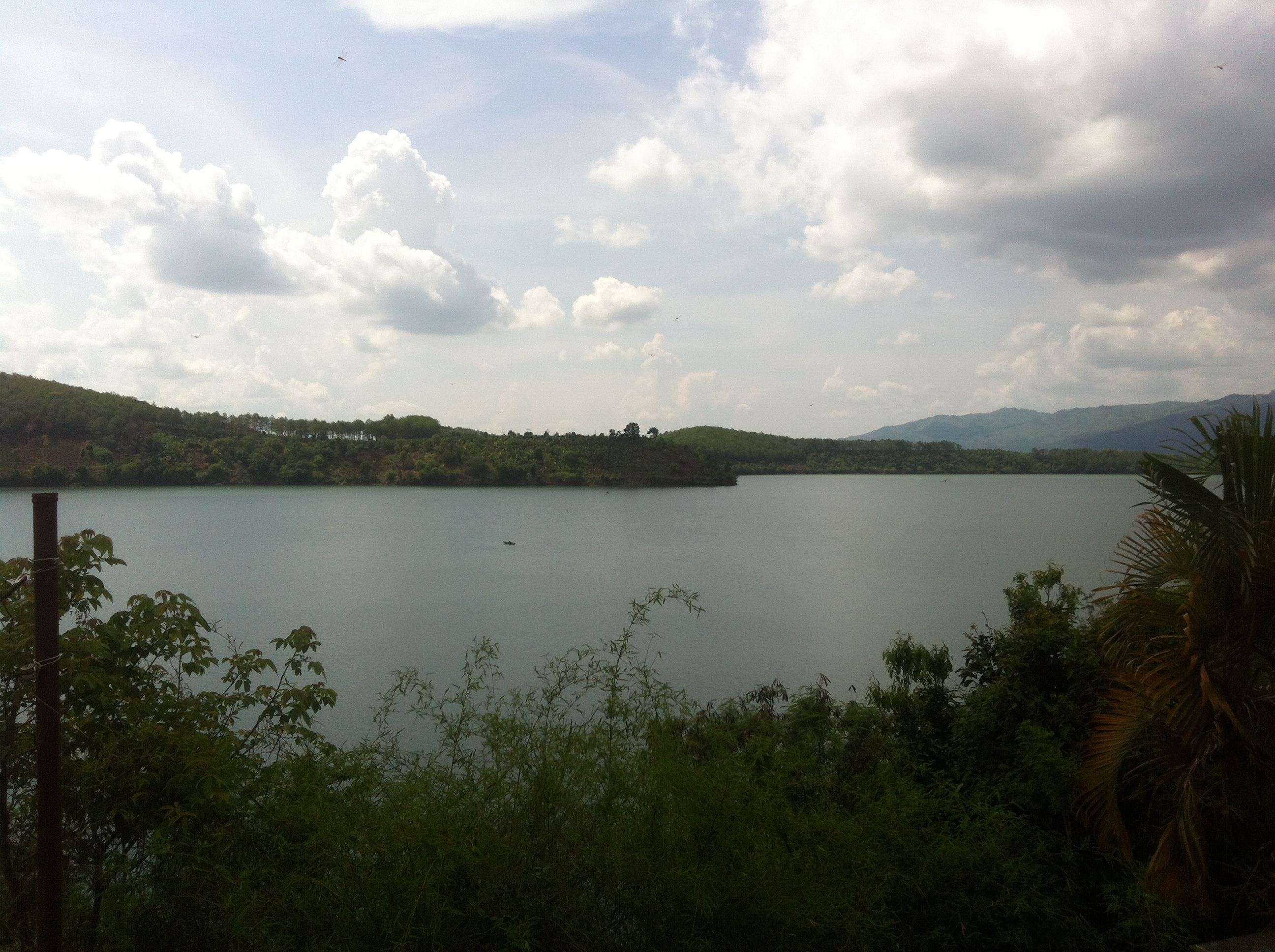
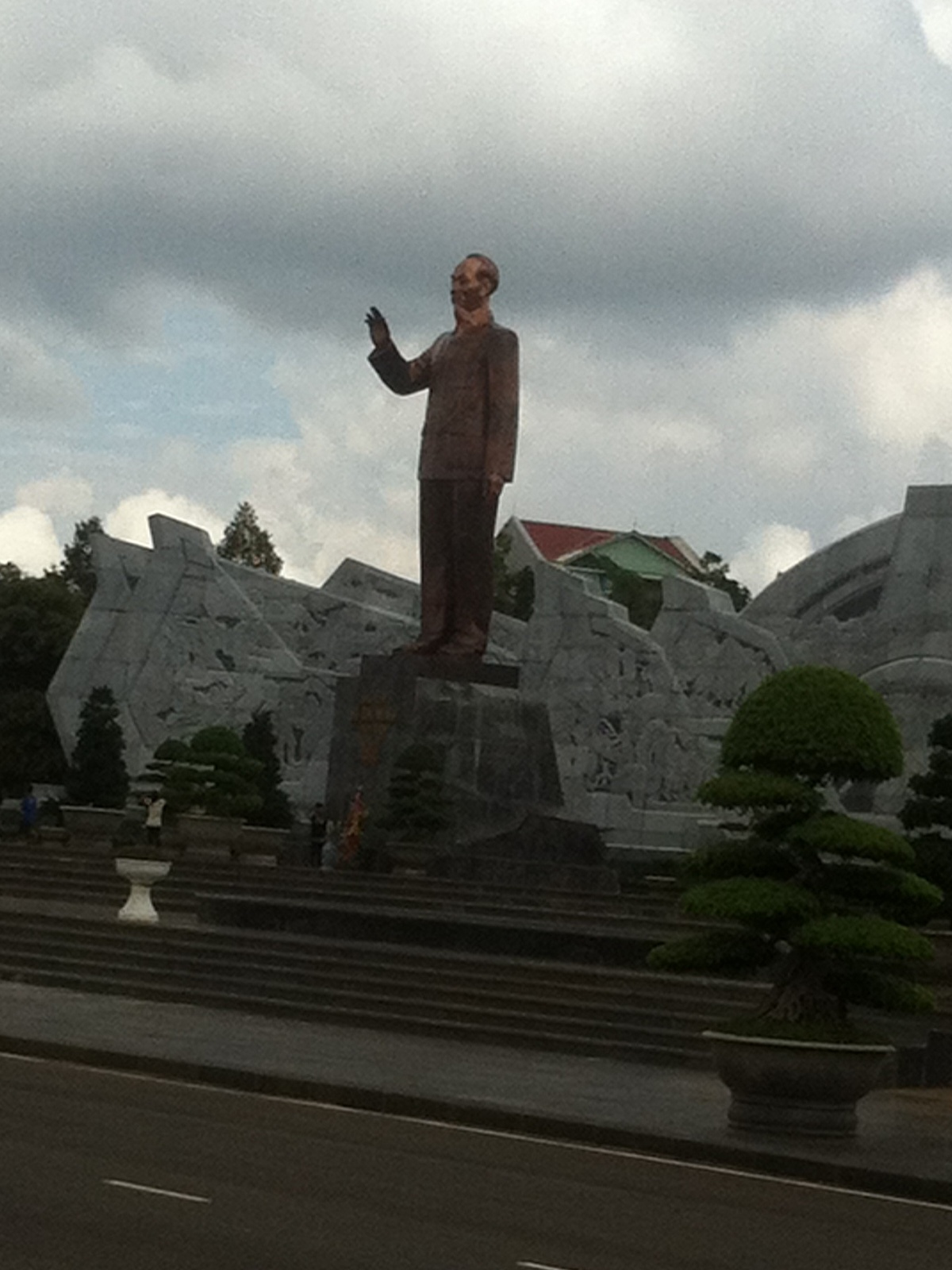
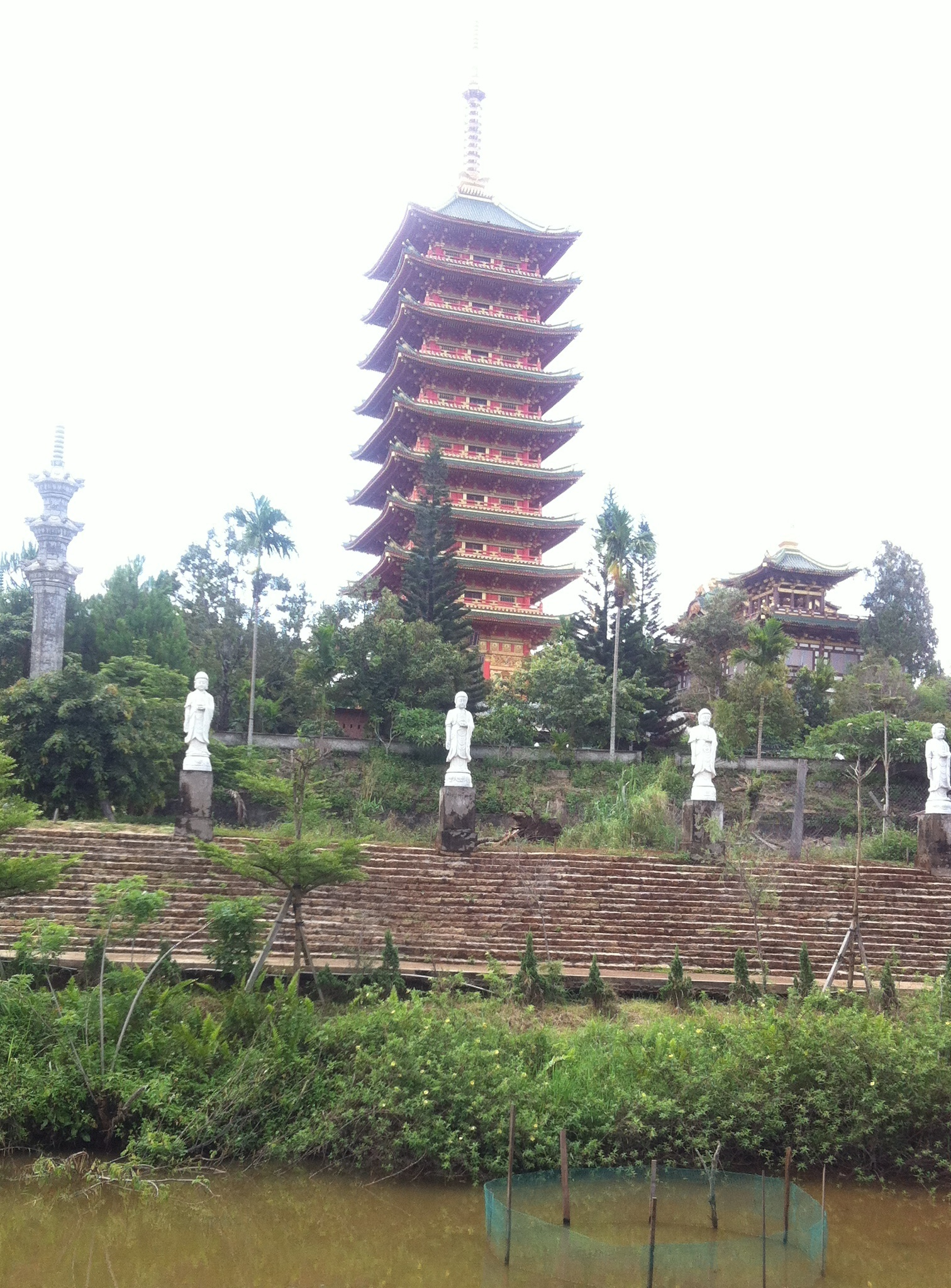
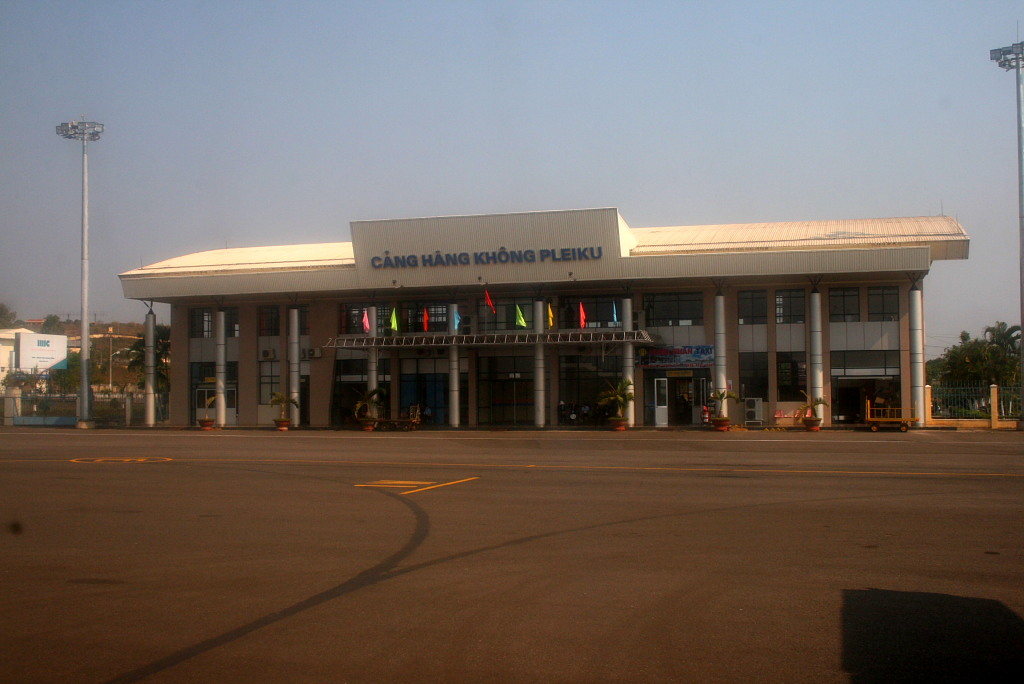
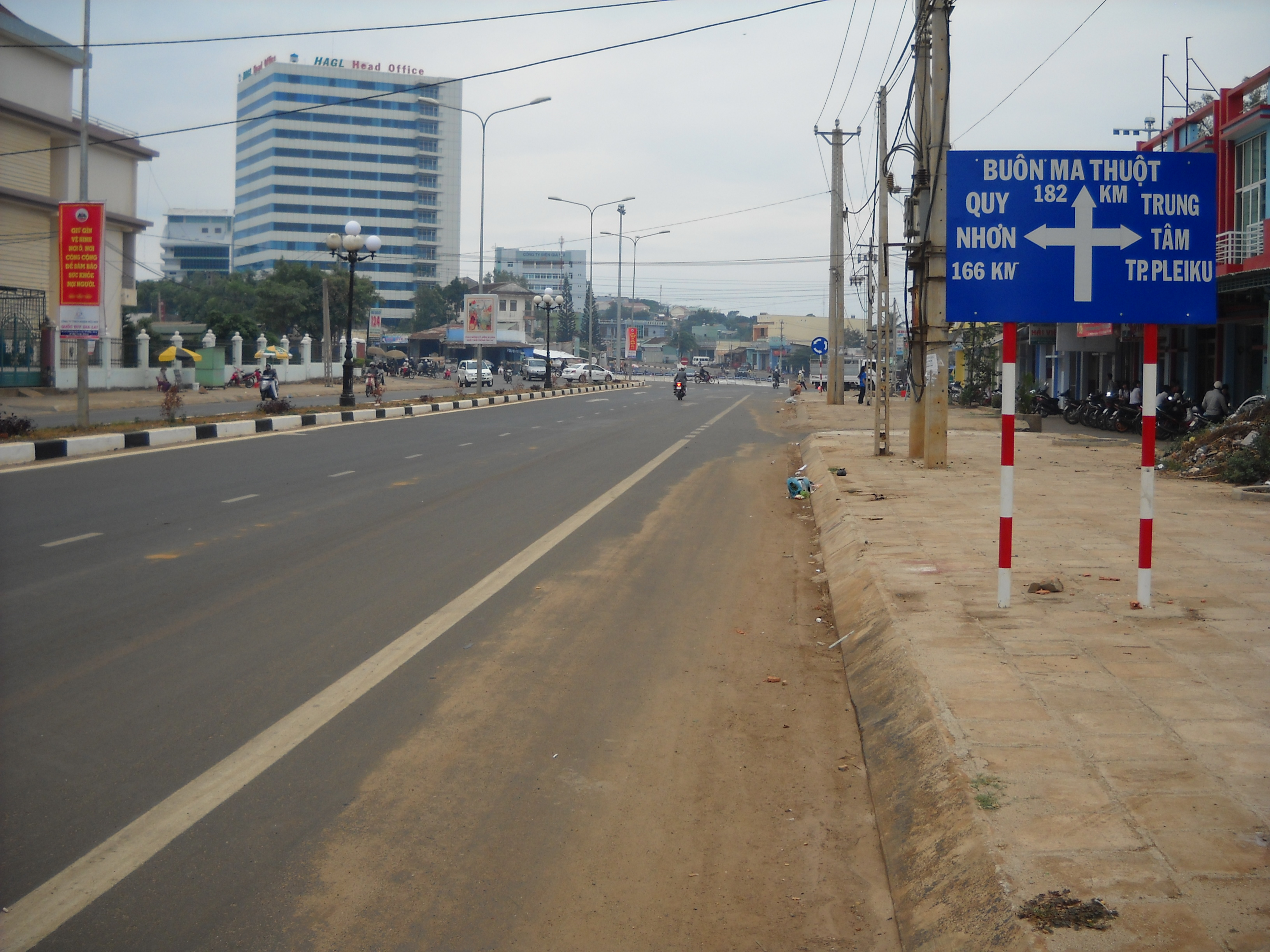